# Papirus Oxyrhynchus 6
Papirus Oxyrhynchus 6 oznaczany jako P.Oxy.I 6 – fragment apokryfu Dzieje Pawła i Tekli napisanego w języku greckim. Papirus ten został odkryty przez Bernarda Grenfella i Arthura Hunta w 1897 roku w Oksyrynchos. Fragment jest datowany na V wiek n.e. Przechowywany jest w bibliotece Uniwersytetu w Cambridge (Add. Ms. 4028). Tekst został opublikowany przez Grenfella i Hunta w 1898 roku.
Manuskrypt został napisany na papirusie w formie kodeksu. Rozmiary pierwotnej karty wynosiły 7,3 na 6,7 cm. Papirus ten zawiera fragmenty rozdziałów VIII i IX. Tekst jest pisany małymi i nieregularnymi literami uncjalnymi. Tekst tego fragmentu różni się od innych znanych rękopisów Dziejów Pawła i Tekli.